# A Dirty Shame
A Dirty Shame är en amerikansk komedifilm från 2004 i regi av John Waters, med Tracey Ullman, Johnny Knoxville, Selma Blair och Chris Isaak i rollerna.

## Handling
Filmen handlar om hur personer som drabbats av hjärnskakning helt plötsligt får en extrem sexuell drift. De upptas då i en "sexsekt" där Ray Ray (Johnny Knoxville) spelar ledaren som inspirerar och lockar dem att utforska sin nya sexualitet. Stadens polismästare vill vara baby, ett butiksbiträde börjar tända på smuts, några vill vara brunstiga björnar och någon blir besatt av rumpor och så vidare. Några av de drabbade blir "apostlar" som måste uppfinna ett nytt sätt att ha sex på. En av dem är den moraliska hemmafrun Sylvia (Tracy Ullman) som i en trafikincident slår i huvudet och därefter känner ett otroligt sug efter att få oralsex. Hennes mor och make blir alldeles förskräckta över Sylvias och andra invånares nya opassande beteende och beslutar sig för att starta en motståndsgrupp.
Sylvias dotter Caprice (Selma Blair) sitter sedan en tid instängd i ett rum eftersom hon skaffat enorma bröstimplantat till följd av att även hon tidigare slagit i huvudet. Nu när även Sylvia blivit besatt av sin "nya sexualitet" släpper hon ut dottern och tillsammans drar de till en bar i närheten där det även finns andra "nyfrälsta". Bland dem en motorcykelknutte som är helt besatt av dotterns stora bröst.
Kampen mellan moralens väktare och de supersexuella galningarna utvecklas till en absolut vild och sanslös historia.

## Rollista (urval)
- Tracy Ullman - Sylvia
- Chris Isaak - Maken Vaughn
- Johnny Knoxville - Ray Ray
- Selma Blair - Caprice

I övrigt medverkar även regelbundna John Waters-skådespelare som Mink Stole och Patricia Hearst. David Hasselhoff gör en cameo som sig själv. 